# Государственный реестр селекционных достижений
Государственный реестр селекционных достижений — систематизированный свод документированной информации о сортах растений и породах животных, зарегистрированных в Российской Федерации. Ведением реестра занимается Государственная комиссия Российской Федерации по испытанию и охране селекционных достижений. Ответственный орган Министерство сельского хозяйства Российской Федерации (Минсельхоз России).

## Государственная регистрация селекционных достижений, допущенных к использованию
Регистрация производится бесплатно. 
Необходимые документы:
- Заявление на допуск селекционного достижения к использованию.
- Заявление на допуск селекционного достижения к использованию (для культур защищенного грунта).
- Анкета сорта (по родам и видам).
- Анкета сорта (общая форма).
- Описание селекционного достижения, заявленного на получение допуска к использованию.
- Комплект фотографий.
- Документ, подтверждающий право на подачу заявки.
- Заявление для внесения изменений и дополнений в Государственный реестр селекционных достижений, допущенных к использованию.

В результате оказания услуги выдаются следующие документы:
- Свидетельство о государственной регистрации селекционного достижения (Патент РФ - действует 30 - 35 лет).
- Авторское свидетельство РФ (охранным документом не является).
- Свидетельство оригинатора селекционного достижения.
- Уведомление заявителя[2].

## Регионы РФ Государственного Реестра селекционных достижений
Все сорта должны быть районированы для той или иной области. В районированный сортимент плодовых и ягодных культур включают лучшие сорта, выделенные в результате испытания. Сортимент разрабатывают и утверждают для каждого региона. Цель районирования — выделить из большего числа сортов плодовых и ягодных культур наиболее надежные, обладающие комплексом определенных хозяйственно ценных признаков и обеспечивающие стабильное получение продукции хорошего качества в данном регионе.
Материалы для районирования сортов в регионе готовит инспектор по сортоиспытанию. На каждый рекомендуемый к районированию сорт оформляют паспорт, включающий основные сведения о сорте.
По результатам испытания сортов на сортоучастках Государственная комиссия Российской Федерации по испытанию и охране селекционных достижений издает реестр селекционных достижений, допущенных к использованию. По плодовым и ягодным культурам допуск сортов к использованию проводится по 12 регионам  :
1. Северный (Архангельская область, Республика Карелия, Республика Коми, Мурманская область).
2. Северо-Западный (Вологодская область, Калининградская область, Костромская область, Ленинградская область, Новгородская область, Псковская область, Тверская область, Ярославская область).
3. Центральный (Брянская область, Владимирская область, Ивановская область, Калужская область, Московская область, Рязанская область, Смоленская область, Тульская область).
4. Волго-Вятский (Кировская область, Нижегородская область, Пермский край, Республика Марий Эл, Свердловская область, Удмуртская Республика, Чувашская Республика).
5. Центрально-чернозёмный (Белгородская область, Воронежская область, Курская область, Липецкая область, Орловская область, Тамбовская область).
6. Северо-Кавказский (Кабардино-Балкарская Республика, Краснодарский край, Республика Дагестан, Карачаево-Черкесская Республика, Чеченская Республика, Республика Адыгея, Республика Ингушетия, Республика Северная Осетия - Алания, Ростовская область, Ставропольский край, Республика Крым).
7. Средневолжский (Пензенская область, Республика Мордовия, Республика Татарстан, Самарская область, Ульяновская область).
8. Нижневолжский (Астраханская область, Волгоградская область, Республика Калмыкия, Саратовская область).
9. Уральский (Курганская область, Оренбургская область, Республика Башкортостан, Челябинская область).
10. Западно-Сибирский (Алтайский край, Кемеровская область, Новосибирская область, Омская область, Республика Алтай, Томская область, Тюменская область).
11. Восточно-Сибирский (Республика Бурятия, Иркутская область, Красноярский край, Республика Саха, Республика Тыва, Республика Хакасия, Забайкальский край).
12. Дальневосточный (Амурская область, Камчатская область, Магаданская область, Приморский край, Сахалинская область, Хабаровский край).  [5]